# 1. slovenski domobranski bataljon
1. slovenski domobranski bataljon je bil bataljon, ki je deloval v kratkotrajni Slovenski domobranski legiji.

## Zgodovina
Bataljon je bil ustanovljen 15. septembra 1943 iz ljubljanske Meščanske straže, vaških stražarjev iz Zapotoka ter legionarjev, četnikov in vaških stražarjev iz vzhodne in severozahodne okolice Ljubljane.

## Poveljstvo
Poveljniki
- major: Stevan Radaković